# Love's Way
Love's Way è un cortometraggio muto del 1915 diretto da S. Rankin Drew.

## Trama
Rand Cornwell è uno scioperato che scialacqua i soldi del padre e passa il tempo a divertirsi. Quando, un giorno, si mette a corteggiare per strada Edith Havens, importunando la ragazza che chiama la polizia, il giovanotto viene arrestato ma suo padre, furibondo con il figlio, rifiuta di pagargli la cauzione e lo lascia passare la notte in guardina. Il giorno dopo, Rand viene condannato dal giudice a trenta giorni. Edith, intanto, si è pentita di averlo fatto arrestare e, quando riceve da lui una lettera dove il giovane chiede il suo perdono, è pronta ad accontentarlo. I due si rivedono e Rand, che il soggiorno in carcere ha indotto a ripensare alla sua vita inutile e scioperata, la chiede in moglie. Lei gli risponde che acconsentirà se lui avrà una casa per lei. Rand parte alla ricerca di un lavoro e comincia la sua gavetta. Fa carriera, diventando caposquadra in una fabbrica, e si sente pronto a rifare la sua dichiarazione a Edith. Suo padre, però, lo minaccia di diseredarlo se lui si sposa. Rand gli risponde per le rime: ora il vecchio Cornwall sorride soddisfatto per questo nuovo figlio che finalmente è diventato uomo.
Trama di Moving Picture World synopsis in (EN)  su IMDb

## Produzione
Il film fu prodotto dalla Vitagraph Company of America.

## Distribuzione
Distribuito dalla General Film Company, il film - un cortometraggio in una bobina - uscì nelle sale cinematografiche statunitensi il 9 luglio 1915.